# Sudamericano Juvenil de Rugby
El Sudamericano Juvenil de Rugby o Sudamericano Juvenil A es la competencia anual del deporte para selecciones de menores de 19 años afiliadas a Sudamérica Rugby.
El campeón del torneo clasifica al Trofeo Mundial (mundial de 2.ª categoría).

## Sistema de disputa
Las ediciones del 2009 al 2011 tuvo 5 participantes y se organizaba el campeonato según la clasificación final de la edición anterior, en un partido se enfrentaba el 3.º con el 4.º y en otro el 2.º con el 5.º; en la segunda fecha los dos perdedores juegan entre sí para determinar la 4.ª y 5.ª posición y los dos ganadores para clasificar a un torneo de la IRB (hoy World Rugby). El triangular por el título lo dirimían el campeón, el vicecampeón y el tercero de la edición pasada.
Actualmente son 4 los participantes estableciéndose un fixture sencillo, enfrentándose todos contra todos a una sola ronda en el que juegan el campeón, el segundo y el tercero de la edición pasada mientras que el último debe enfrentar un partido por la permanencia en primera división contra el campeón del (Sudamericano Juvenil B de Rugby).

## Reseña histórica
El primer campeonato juvenil se celebra en Argentina en 1972 para menores de 18 años (M18). El equipo local se hizo del torneo y la tabla se completó con Chile en el 2.º puesto, Uruguay en el 3.º, Paraguay 4.º y Brasil 5.º. Se siguió realizando bianualmente en los años pares hasta la edición de 1998, alternando con el Sudamericano de Mayores que se llevaba a cabo en los años impares. De ahí en adelante salvo una excepción pasó a celebrarse anualmente.
En 1999 cambia la edad mínima permitida y del M18 pasa a ser M19. Desde el 2004, los torneos pasan a ser clasificatorios para el extinto Mundial Juvenil organizado por la IRB también en la categoría M19.
A partir del 2008 y con la incorporación de nuevas selecciones, la competencia se divide en dos niveles, análogamente a la división creada en el 2000 en el Sudamericano de Mayores. En la división A (1.º nivel) participan las selecciones más fuertes de la región donde los argentinos siempre se han coronado campeones, los segundos puestos lo han dirimido chilenos y uruguayos y teniendo como premio un cupo al Trofeo Mundial mientras que Paraguay y Brasil habitualmente finalizan en los 4.os y 5.os puestos. Nunca han logrado clasificar a la divisional A los seleccionados de Colombia, Costa Rica, Perú y Venezuela que disputan anualmente el Torneo Juvenil de la división B (2.º nivel).
Desde el 2014, Argentina se ha ausentado en la mayoría de las ediciones del torneo, debido a la evidente diferencia de nivel. En su lugar juega la Sudamérica Rugby Cup Juvenil, que se realiza a un partido único contra el ganador del Sudamericano.

## Campeonatos

### Torneo M18
| Edición | Año  | Sede             | Campeón   | 2.º puesto | 3.º puesto | 4.º puesto | 5.º puesto |
| ------- | ---- | ---------------- | --------- | ---------- | ---------- | ---------- | ---------- |
| I       | 1972 | Buenos Aires     | Argentina | Uruguay    | Chile      | Paraguay   | Brasil     |
| II      | 1974 | Sin sede fija    | Argentina | ?          | ?          | ?          | ?          |
| III     | 1976 | Santiago         | Argentina | Uruguay    | Chile      | Paraguay   |            |
| IV      | 1978 | São Paulo        | Argentina | Uruguay    | Chile      | Paraguay   | Brasil     |
| V       | 1980 | Asunción         | Uruguay   | ?          | ?          | Brasil     |            |
| VI      | 1982 | Montevideo       | Argentina | Uruguay    | Paraguay   | Chile      | Brasil     |
| VII     | 1984 | Bandera de Chile | Argentina | Chile      | Uruguay    | Paraguay   |            |
| VIII    | 1986 | Mendoza          | Argentina | Chile      | Uruguay    | Paraguay   |            |
| IX      | 1988 | Asunción         | Argentina | Uruguay    | Paraguay   | Chile      | Brasil     |
| X       | 1990 | Santiago         | Argentina | Chile      | Uruguay    | Brasil     | Paraguay   |
| XI      | 1993 | Sin sede fija    | Argentina | ?          | ?          | ?          | ?          |
| XII     | 1994 | Sin sede fija    | Argentina | Uruguay    | Chile      | Brasil     | Paraguay   |
| XIII    | 1996 | Santiago         | Argentina | Uruguay    | Chile      | Paraguay   |            |
| XIV     | 1998 | Buenos Aires     | Argentina | Uruguay    | Chile      |            |            |

### Torneo M19
| Edición | Año  | Sede                | Campeón   | 2.º puesto | 3.º puesto | 4.º puesto | 5.º puesto |
| ------- | ---- | ------------------- | --------- | ---------- | ---------- | ---------- | ---------- |
| XV      | 1999 | Río de Janeiro      | Argentina | Uruguay    | Chile      | Paraguay   | Brasil     |
| XVI     | 2000 | Santiago            | Argentina | Chile      | Uruguay    | Paraguay   |            |
| XVII    | 2002 | Buenos Aires        | Argentina | Chile      | Uruguay    | Paraguay   |            |
| XVIII   | 2003 | Asunción            | Argentina | Chile      | Uruguay    | Paraguay   |            |
| XIX     | 2004 | Colonia y San José  | Argentina | Uruguay    | Chile      | Paraguay   |            |
| XX      | 2005 | Viña del Mar        | Argentina | Uruguay    | Chile      | Paraguay   |            |
| XXI     | 2006 | Rosario             | Argentina | Uruguay    | Chile      | Paraguay   |            |
| XXII    | 2007 | Paysandú            | Argentina | Uruguay    | Chile      | Paraguay   |            |
| XXIII   | 2008 | Córdoba             | Argentina | Chile      | Uruguay    | Paraguay   |            |
| XXIV    | 2009 | Tucumán             | Argentina | Uruguay    | Chile      | Brasil     | Paraguay   |
| XXV     | 2010 | Santiago del Estero | Argentina | Uruguay    | Chile      | Paraguay   | Brasil     |
| XXVI    | 2011 | Asunción            | Argentina | Uruguay    | Chile      | Paraguay   | Brasil     |
| XXVII   | 2012 | Villa María         | Argentina | Uruguay    | Chile      | Paraguay   |            |
| XXVIII  | 2013 | S J dos Campos      | Argentina | Uruguay    | Chile      | Brasil     |            |
| XXIX    | 2014 | Montevideo          | Uruguay   | Chile      | Paraguay   | Brasil     |            |
| XXX     | 2015 | Asunción            | Uruguay   | Chile      | Brasil     | Paraguay   |            |
| XXXI    | 2016 | Chicureo            | Uruguay   | Chile      | Brasil     | Paraguay   |            |

### Camp M20
| Edición | Año  | Sede       | Campeón   | 2.º puesto | 3.º puesto | 4.º puesto |
| ------- | ---- | ---------- | --------- | ---------- | ---------- | ---------- |
| XXXII   | 2017 | Montevideo | Argentina | Uruguay    | Brasil     | Chile      |

### Torneo M20
| Edición | Año  | Sede       | Campeón | 2.º puesto | 3.º puesto | 4.º puesto | 5.º puesto | 6.º puesto |
| ------- | ---- | ---------- | ------- | ---------- | ---------- | ---------- | ---------- | ---------- |
| XXXIII  | 2018 | Asunción   | Uruguay | Chile      | Paraguay   | Brasil     | Colombia   | Venezuela  |
| XXXIV   | 2019 | Montevideo | Uruguay | Argentina  | Chile      | Brasil     |            |            |

### Torneo M19
| Edición | Año  | Sede       | Campeón   | 2.º puesto | 3.º puesto | 4.º puesto |
| ------- | ---- | ---------- | --------- | ---------- | ---------- | ---------- |
| XXXV    | 2019 | Montevideo | Uruguay   | Chile      | Paraguay   | Brasil     |
| XXXVI   | 2022 | Paysandú   | Argentina | Uruguay    | Chile      |            |
| XXXVII  | 2023 | Santa Fe   | Argentina | Uruguay    | Chile      |            |
| XXXVIII | 2024 | Asunción   | Uruguay   | Chile      | Brasil     | Paraguay   |

## Posiciones
Número de veces que las selecciones ocuparon cada posición en todas las ediciones.
| Equipo    | Campeón | 2.º puesto | 3.º puesto | 4.º puesto | 5.º puesto | 6.º puesto |
| --------- | ------- | ---------- | ---------- | ---------- | ---------- | ---------- |
| Argentina | 30      | 1          |            |            |            |            |
| Uruguay   | 8       | 16         | 11         |            |            |            |
| Chile     |         | 17         | 15         | 2          |            |            |
| Paraguay  |         |            | 4          | 22         | 3          |            |
| Brasil    |         |            | 4          | 8          | 7          |            |
| Colombia  |         |            |            |            | 1          |            |
| Venezuela |         |            |            |            |            | 1          |